# 費普真
 PC（1960年11月23日—），加拿大政治人物和醫生，2015年-19年間擔任加拿大國會下議院議員，代表安大略省的萬錦—史托維爾選區。她曾為加拿大自由黨黨員，2015年-19年間在總理賈斯汀·杜魯多内閣中先後出任衛生部長、原住民服務部長、和加拿大國庫局主席及數碼政府部長，2019年4月在SNC－蘭萬靈事件餘波下被逐出自由黨黨團，此後以獨立身份在國會議政至同年10月聯邦大選中落敗為止。

## 早年生活及事業
她生於安大略省多倫多，本姓利圖爾（Little），為家中四名女兒中的長女，父親為長老會牧師，母親則為教師。她童年曾在緬尼托巴省溫尼伯、新澤西州普林斯頓和安省劍橋市渡過，從劍橋市的加爾特高中畢業。她於1984年從西安大略大學醫學院取得醫學博士學位，1984年-86年間在渥太華醫院完成家庭醫務實習。
1986年她與保羅（Paul Eric “Pep” Philpott）結婚。1989年-98年間她在西非尼日爾行醫，並在當地設立項目培訓醫務人員。她兩名女兒於1991年患上流行性腦膜炎，一女生還但另一女則因此離世。她於1998年與家人遷回加拿大，在安省大多倫多地區北部的史托維爾定居，並在當地任職家庭醫生，2008年-14年間擔任萬錦多福醫院家庭醫務主管。她於2012年從多倫多大學公共衛生學院獲取公共衛生碩士學位，並於該校的家庭及社區醫務部任職副教授。

## 聯邦政壇
經過一次與前總理馬田對話後，費普真於2011年加入加拿大自由黨。她決定到新成立的萬錦—史托維爾選區競逐加拿大國會下議院議席，並於2014年4月在無對手競爭下自動成為該選區的自由黨候選人。在2015年10月舉行的聯邦大選，費普真以49%得票率擊敗保守黨候選人卡蘭德拉（Paul Calandra），贏取萬錦—史托維爾選區議席晉身下議院。

### 内閣部長
費普真於2015年11月獲總理杜魯多委任為聯邦衛生部長，成為首位具有醫生資格的衛生部長。她就任後處理的議題包括安樂死合法化、恢復難民保健項目撥款、安全注射所、與各省政府重新磋商加拿大衛生協定、原住民衛生事務、寨卡病毒疫情、以及大麻合法化。
杜魯多於2017年8月改組內閣，任命費普真為新成立的原住民服務部長。2019年1月，她調任加拿大國庫局主席及數碼政府部長，但她於同年3月4日因不滿杜魯多處理SNC－蘭萬靈事件的手法而辭去內閣職務。

### 國會後座
2019年4月2日，杜魯多宣布因對費普真和王州迪失去信任而將兩人逐出自由黨黨團，並褫奪兩人的2019年聯邦大選自由黨候選人資格；費普真後於同年5月宣布以獨立候選人身份在該屆大選尋求連任。在同年10月21日舉行的大選中，費普真不敵自由黨候選人何潔思，無緣連任萬錦—史托維爾選區議員。

## 離開政治
費普真於2019年11月獲任為安省西北部尼舒納比阿斯基原住民族國（Nishnawbe Aski Nation）的特別衛生顧問，任務包括招攬有意留在當地偏遠社區工作的醫務人員、以及為培訓該原住民族國年輕人投入醫療事業的項目提供支援。然而根據聯邦利益衝突法，前內閣部長離任後需展開兩年過渡期，期間不得為部長任期最後一年內有直接和重大往來的機構工作、擔任該機構董事或從該機構承接合約。費普真因此於同年12月宣布改以義工身份為該機構服務。
女王大學於2020年2月宣布任命費普真為該校衛生科學院院長和醫學院總監，同年7月1日起生效。同年3月冠狀病毒流行期間，費普真返回萬錦多福醫院，效力該院的COVID-19檢測中心。她再於同年6月獲安大略省政府任命為特別顧問，協助開發和推行全新醫療數據平台，以便研究員和醫療系統人員應對冠狀病毒疫情。2024年10月她再獲省府任命領導初級保健專案組，務求在五年內讓每名省民獲取家庭醫生服務。

## 外部連結
- （英文）加拿大國會網站 費普真議員簡介 （页面存档备份，存于）